# أغوستين بوسيو
أغوستين بوسيو (بالإسبانية: Agustín Bossio)‏ هو لاعب كرة قدم أرجنتيني في مركز حراسة المرمى، ولد في 15 نوفمبر 1983 في سانتا في في الأرجنتين. لعب مع أتلتيكو باتروناتو.

## وصلات خارجية
- أغوستين بوسيو على موقع قاعدة بيانات كرة القدم.إي يو (الإنجليزية)
- أغوستين بوسيو على موقع Soccerway.com (الإنجليزية)